# Miss Sudáfrica 2019
Miss Sudáfrica 2019 fue la 61.ª edición del concurso Miss Sudáfrica. Se llevó a cabo el 9 de agosto de 2019 en Sun Arena en Time Square en Pretoria, Gauteng. Tamaryn Green de Cabo Occidental coronó a su sucesora Zozibini Tunzi de Cabo Oriental al final del evento. Tunzi representó a Sudáfrica en Miss Universo 2019 y fue coronada Miss Universo, mientras que la primera finalista Sasha-Lee Olivier representó al país en Miss Mundo 2019. Olivier asumió el título de Miss Sudáfrica 2019 debido a que Tunzi ganó el título de Miss Universo.

## Resultados
- La candidata ganó en un concurso internacional.
- La candidata fue finalista en un concurso internacional.
- La candidata fue semifinalista en un concurso internacional.
- No clasificó

| Posiciones                   | Candidata | Clasificación internacional |
| ---------------------------- | --- | --------------------------- |
| Miss Sudáfrica 2019          | - Cabo Oriental – Zozibini Tunzi ∞ | Miss Universo 2019          |
| Miss Universo Sudáfrica 2019 | - Cabo Oriental – Zozibini Tunzi ∞ | Miss Universo 2019          |
| Finalista                    | - Gauteng – Sasha-Lee Olivier ∞ | Top 40                      |
| Miss Mundo Sudáfrica 2019    | - Gauteng – Sasha-Lee Olivier ∞ | Top 40                      |
| Top 5                        | - Gauteng – Kgothatso Dithebe - Gauteng – Nompumelelo Maduna - Cabo Occidental – Eloïse van der Westhuizen                                                                |                             |
| Top 10                       | - Cabo Oriental – Sibabalwe Gcilitshana - Gauteng – Errin Brits - Gauteng – Loren Leigh Jenneker - Kwazulu-Natal – Danielle Wallace - Cabo Occidental – Chuma Matsaluka § |                             |

§ Votada por el público vía Internet para completar el Top 10.

∞ Después de que Tunzi fuera coronada Miss Universo 2019, renunció a su título como Miss Sudáfrica 2019 y Olivier la reemplazó como la nueva poseedora del título.

## Candidatas
Las dieciséis finalistas fueron reveladas el 11 de julio.
| Nombre                    | Edad | Provincia       | Ciudad natal   |
| ------------------------- | ---- | --------------- | -------------- |
| Beulah Baduza             | 23   | Gauteng         | Hatfield       |
| Chuma Matsaluka           | 21   | Cabo Occidental | Nyanga         |
| Danielle Wallace          | 26   | Kwazulu-Natal   | Umhlanga       |
| Eloïse van der Westhuizen | 24   | Cabo Occidental | Panorama       |
| Errin Brits               | 22   | Gauteng         | Randpark Ridge |
| Keabetswe Kanyane         | 25   | Gauteng         | Montana        |
| Kgothatso Dithebe         | 24   | Gauteng         | Centurion      |
| Lisa Stoffela             | 26   | KwaZulu-Natal   | Margate        |
| Loren Leigh Jenneker      | 24   | Gauteng         | Centurion      |
| Noluthando Bennett        | 24   | Gauteng         | Kagiso         |
| Nompumelelo Maduna        | 24   | Gauteng         | Rockville      |
| Sasha-Lee Olivier         | 26   | Gauteng         | Alberton       |
| Sibabalwe Gcilitshana     | 24   | Cabo Oriental   | Nqamakwe       |
| Xia Narain                | 23   | KwaZulu-Natal   | Chatsworth     |
| Zanele Phakathi           | 20   | Gauteng         | Soweto         |
| Zozibini Tunzi            | 25   | Cabo Oriental   | Tsolo          |

### No finalistas
Las 35 semifinalistas fueron seleccionadas de un récord de 1.886 postulantes. Las solicitudes se realizaron en línea y las semifinalistas se seleccionaron a través de sus cuentas de redes sociales, así como preguntas de la solicitud en línea. Posteriormente, las semifinalistas se redujeron a dieciséis finalistas luego de una audición en persona en julio de 2019.
| Nombre                | Edad | Provincia       | Ciudad natal  |
| --------------------- | ---- | --------------- | ------------- |
| Anarzade Omar         | 20   | Gauteng         | Crown Gardens |
| Anita Jansen          | 22   | Gauteng         | Midrand       |
| Anzelle von Staden    | 26   | Gauteng         | Centurion     |
| Catherine Groenewald  | 21   | Cabo Occidental | Constantia    |
| Celest Steyn          | 24   | Gauteng         | Mooikloof     |
| Fanelesibonge Mbuyazi | 22   | KwaZulu-Natal   | KwaMsane      |
| Gabrielle Lochoff     | 21   | Gauteng         | Mooikloof     |
| Hesrie van Heerden    | 23   | Cabo Occidental | Bellville     |
| Kay Leigh Sussman     | 22   | Gauteng         | Johannesburgo |
| Kim Snoyman           | 26   | Gauteng         | Sandton       |
| Leanne Louw           | 25   | Gauteng         | Heidelberg    |
| Lara Steenkamp        | 20   | Cabo del Norte  | Louisvale     |
| Martinique Ferreira   | 23   | Estado Libre    | Bloemfontein  |
| Mbali Dlamini         | 22   | KwaZulu-Natal   | Newcastle     |
| Nkosazana Sibobosi    | 23   | Cabo Occidental | Khayelitsha   |
| Roelien Claasen       | 23   | Gauteng         | Florauna      |
| Shaskia John          | 21   | Gauteng         | Laudium       |
| Sisa Mdoda            | 25   | Estado Libre    | Sasolburg     |
| Tené Minderon         | 21   | Gauteng         | Brakpan       |
| Tumelo Ntsewa         | 22   | Limpopo         | Polokwane     |

## Jurado

### Semifinales
- Leandie du Randt - actriz y oradora motivacional[4]
- Liesl Laurie - locutora y Miss Sudáfrica 2015[4]
- Andiswa Manxiwa - ex modelo de pasarela y directora de casting[4]
- Bokang Montjane-Tshabalala - Miss Sudáfrica 2010[4]
- Danielle Weakley - editora de Women's Health[4]

### Finales
- Connie Ferguson - actriz y empresaria[5]
- Catriona Gray - Miss Universo 2018 de Filipinas[5]
- Thando Hopa – modelo, activista y abogada[5]
- Anele Mdoda - jockey de radio[5]
- Demi-Leigh Nel-Peters - Miss Universo 2017 de Sudáfrica[5]